# Corbère-Abères
Corbère-Abères é uma comuna francesa na região administrativa da Nova Aquitânia, no departamento dos Pirenéus Atlânticos. Estende-se por uma área de 7,08 km². Em 2010 a comuna tinha 105 habitantes (densidade: 14,8 hab./km²).